# 22195 Nevadodelruiz
22195 Nevadodelruiz è un asteroide della fascia principale. Scoperto nel 1960, presenta un'orbita caratterizzata da un semiasse maggiore pari a 1,9023179 UA e da un'eccentricità di 0,0345017, inclinata di 23,66003° rispetto all'eclittica.